# Wuzhuhou
Wuzhuhou est un astérisme de l'astronomie chinoise. Il est décrit dans le traité astronomique du Shi Shi, qui décrit les astérismes composés des étoiles les plus brillantes du ciel. Il se compose de cinq étoiles plutôt lumineuses, correspondant à la partie nord-est de la constellation moderne des Gémeaux.

## Composition de l'astérisme
Wuzhuhou est formé d'un ensemble à peu près rectiligne d'étoiles orienté suivant une direction est-sud-est/ouest-nord-ouest. Situé entre deux astérismes de composition bien déterminée, Beihe au nord et Dongjing au sud, sa composition se déduit avec une relative certitude (d'est en ouest) :
- κ Geminorum (magnitude apparente 3,6)
- υ Geminorum (4,1)
- ι Geminorum (3,8)
- τ Geminorum (4,4)
- θ Geminorum (3,6)

## Symbolique
Wuzhuhou représente  un groupe de cinq seigneurs.

## Astérismes associés
Wuzhuhou pourrait être associé à Wuche, représentant l'Empereur Jaune Huángdì et les quatre Di (voir Les trois Augustes et les cinq Empereurs) en train de chasser, tout comme pourrait l'être Zhuwang, représentant un groupe de princes. 
L'astérisme immédiatement au nord de Wuzhuhou est Beihe, faisant partie de Nan bei he et représentant une vallée utilisée par une garnison pour sa subsistance. À l'ouest se trouve Zuoqi, une bannière signalant la présence de Huángdì. Au sud se trouve la loge lunaire Dongjing, représentant un puits.